# 비보나티
비보나티(이탈리아어: Vibonati)는 이탈리아 캄파니아주 살레르노도에 있는 코무네이다.